# ISO 3166-2
ISO 3166-2 ist der zweite Teil des ISO-Standards ISO 3166. Er definiert mehr als 4000 Kennungen (Codes) für subnationale Verwaltungseinheiten und von Staaten abhängige Gebiete.

## Format
Die Codes bestehen aus zwei Teilen, die durch einen Bindestrich voneinander getrennt sind. Der erste Teil entspricht dem in ISO 3166-1 definierten Landescode aus zwei Großbuchstaben. Der zweite Teil, der ISO-3166-2-Variant-Code, besteht aus bis zu drei Ziffern oder Buchstaben für die einzelnen Gebiete des jeweiligen Landes. So ist beispielsweise die Bundesrepublik Deutschland (ISO 3166-1-Code: DE) in 16 Bundesländer unterteilt, die jeweils durch zwei Buchstaben repräsentiert werden. So steht zum Beispiel DE-NI für das Bundesland Niedersachsen. Die österreichischen Bundesländer sind mit den Ziffern 1 bis 9 durchnummeriert, beispielsweise AT-4 für Oberösterreich, während es für die Schweizer Kantone ebenfalls Kennungen aus zwei Buchstaben gibt (z. B. CH-VS für Kanton Wallis). Andere Länder verwenden auch Kennungen unterschiedlicher Länge, die teilweise aus Buchstaben und teilweise aus Zahlen bestehen. So gibt es in Frankreich Buchstaben für die Regionen, zwei Buchstaben für die Überseedépartements und zwei Ziffern für die Départements.

## Geschichte
Der Teilstandard wurde 1998 durch die Internationale Organisation für Normung (ISO) unter dem vollständigen Titel ISO 3166-2:1998 Codes for the representation of names of countries and their subdivisions - Part 2: Country subdivision code mit Codes für weltweit jedes Land verabschiedet. Änderungen an Einzelstaaten und subnationalen Einheiten, wie sie beispielsweise durch eine Verwaltungsreform vorkommen, werden laufend in den Standard eingearbeitet. Seit 2000 hat die Maintenance Agency for ISO 3166 country codes dazu Newsletter herausgegeben, die online frei zugänglich sind.
2007 erschien die 2. Auflage des Standards (ISO 3166-2:2007), 2013 die dritte Auflage (ISO 3166-2:2013) und 2020 die vierte (ISO 3166-2:2020).
Die folgende Tabelle gibt eine Übersicht über die einzelnen Auflagen und Newsletter.
| Auflage-Newsletter                                                    | Veröffentlichungsdatum                           | Geänderte Einträge |
| --------------------------------------------------------------------- | ------------------------------------------------ | --- |
| I                                                                     | 20. Dezember 1998                                | 1. Auflage des Standards mit allen Codes |
| I-1                                                                   | 21. April 2000                                   | BY, CA, DO, ER, ES, IT, KR, NG, PL, RO, RU, TR, VN, YU |
| I-2 (Memento vom 18. Dezember 2008 im Internet Archive) (PDF; 265 kB) | 21. Mai 2002                                     | AE, AL, AO, AZ, BD, BG, BJ, CA, CD, CN, CV, CZ, ES, FR, GB, GE, GN, GT, HR, ID, IN, IR, KZ, LA, MA, MD, MW, NI, PH, TR, UZ, VN |
| I-3 (Memento vom 18. Dezember 2008 im Internet Archive) (PDF; 104 kB) | 20. August 2002                                  | AE, CZ, IN, KZ, MD, MO, PS (neu aufgenommen), TP (ersetzt durch TL), UG |
| I-4 (Memento vom 18. Dezember 2008 im Internet Archive) (PDF; 183 kB) | 10. Dezember 2002                                | BI, CA, EC, ES, ET, GE, ID, IN, KG, KH, KP, KZ, LA, MD, MU, RO, SI, TJ, TM, TL, TW, UZ, VE, YE |
| I-5 (Memento vom 18. Dezember 2008 im Internet Archive) (PDF; 263 kB) | 5. September 2003                                | BW, CH, CZ, LY, MY, SN, TN, TZ, UG, VE, YU (ersetzt durch CS) |
| I-6 (Memento vom 18. Dezember 2008 im Internet Archive) (PDF; 150 kB) | 8. März 2004                                     | AF, AL, AU, CN, CO, ID, KP, MA, TN, ZA |
| I-7 (Memento vom 1. März 2008 im Internet Archive) (PDF; 156 kB)      | 13. September 2005                               | AF, DJ, ID, RU, SI, VN |
| I-8 (Memento vom 6. Juni 2011 im Internet Archive) (PDF; 254 kB)      | 17. April 2007                                   | AD, AG, BB, BH, CI, DM, GB, GD, GG (neu aufgenommen), IM (neu aufgenommen), IR, IT, JE (neu aufgenommen), KN, LI, ME (neu aufgenommen), MK, NR, PW, RS (neu aufgenommen), RU, RW, SB, SC, SM, TD, TO, TV, VC, YU (gelöscht)                                                                       |
| I-9 (Memento vom 24. Juni 2008 im Internet Archive) (PDF; 294 kB)     | 28. November 2007                                | BG, BL (neu aufgenommen), CZ, FR, GB, GE, LB, MF (neu aufgenommen), MK, MT, RU, SD, SG, UG, ZA |
| II                                                                    | 13. Dezember 2007                                | 2. Auflage des Standards, die alle bisherigen Änderungen umfasst sowie vorher nicht veröffentlichte Änderungen an BA, DK, DO, EG, GN, HT, KE, KW, LC, LR, TV, YE, ZA |
| II-1 (Memento vom 6. Juni 2011 im Internet Archive) (PDF; 1,2 MB)     | 3. Februar 2010 (korrigiert 19. Februar 2010)    | AL, BO, CZ, ES, FR, GN, GR, GW, ID, IE, IT, KN, KP, LK, MA, MH, NP, RS, UG, VE |
| II-2 (Memento vom 6. Juni 2011 im Internet Archive) (PDF; 537 kB)     | 30. Juni 2010                                    | AG, AR, BA, BF, BI, BS, BY, CF, CL, CV, EC, EG, GB, GL, HU, IT, KE, KM, LY, MD, MW, NG, NZ, OM, PA, PE, PH, RU, SC, SH, SI, SN, TD, TM, YE |
| II-3 (PDF; 422 kB)                                                    | 13. Dezember 2011 (korrigiert 15. Dezember 2011) | AF, AN (gelöscht), AW, AZ, BD, BE, BG, BQ (neu aufgenommen), BS, CV, CW (neu aufgenommen), DJ, DK, ER, FI, FR, GB, GQ, HN, HR, HT, ID, IE, IN, JO, KW, LS, LV, MC, ME, MK, MM, MV, NL, NO, NP, NR, PG, PK, PL, PS, QA, SA, SD, SE, SH, SS (neu aufgenommen), SX (neu aufgenommen), TL, TN, TR, VN |
| ISO 3166-2:2013                                                       | 19. November 2013                                | 3. Auflage des Standards. Änderungen werden nur mehr im Onlinekatalog der ISO veröffentlicht, nicht in separaten Newslettern. |
| ISO 3166-2:2020                                                       | August 2020                                      | 4. Auflage des Standards. |